# Instituto Benjamin Constant
O Instituto Benjamin Constant (IBC) é uma tradicional instituição de ensino para deficientes visuais localizada no bairro da Urca, na cidade e estado do Rio de Janeiro, no Brasil.

## História
A instituição, com o nome de Imperial Instituto dos Meninos Cegos, foi criada pelo Imperador D. Pedro II (1840-1889) através do Decreto Imperial nº 1.428, de 12 de setembro de 1854 (ver Gabinete Paraná). Foi inaugurada, solenemente, no dia 17 de setembro do mesmo ano, na presença de Sua Majestade o Imperador, acompanhado da Imperatriz Teresa Cristina de Bourbon-Duas Sicílias e de todo o Ministério.
Com o aumento da demanda pelos seus cursos, foi projetado e construído o prédio atual, em etapas, a primeira, a partir de 1890, após a Proclamação da República. Ainda devido à República, a Instituição teve o seu nome alterado, a partir de 1891, para Instituto Benjamin Constant, uma homenagem ao republicano Benjamin Constant Botelho de Magalhães, o seu terceiro diretor.
O instituto teve as suas portas fechadas em 1937 para a conclusão da segunda e última etapa do prédio, vindo a reabri-las em 1944. Em setembro de 1945 foi instituído o seu curso ginasial, que veio a ser equiparado ao do Colégio Pedro II em junho de 1946. Passava, desse modo, a ser oferecido ao deficiente visual a oportunidade de ingresso nas escolas secundárias e nas universidades.
Atualmente o Instituto Benjamin Constant é subordinado ao ministro de Estado da Educação e constitui-se num centro de referência nacional para questões relativas à deficiência visual. Além da escola, capacita profissionais da área da deficiência visual, assessora escolas e instituições em geral e oferece reabilitação física.

## Lista de Diretores
- 1854–1856 - José Francisco Xavier Sigaud
- 1856–1869 - Cláudio Luís da Costa
- 1869–1889 - Benjamin Constant Botelho de Magalhães
- 1889-1895 - Joaquim Mariano de Macedo Soares
- 1895–1902 - João Brasil Silvado (1o.mandato)
- 1902-1906 - Jesuino da Silva Mello (1o.mandato)
- 1906–1908 - João Brasil Silvado (2o.mandato)
- 1909-1920 - Jesuino da Silva Mello (2o.mandato)
- 1920-1924 - José Cândido de Albuquerque Mello Mattos
- 1924-1930 - Eduardo Pinto de Vasconcelos
- 1938-1947 - João Alfredo Lopes Braga
- 1947-1951 - Joaquim Bittencourt Fernandes de Sá
- 1951-1952 - Hermínio de Moraes Brito Conde
- 1952-1953 - Ophélia Guimarães
- 1953-1954 - Henrique Fraenkel Beviláqua
- 1954-1956 - Rogério Vieira
- 1956 - Orlando Massa Fontes
- 1956-1960 - Wilton Ferreira
- 1960 - Tarso Coimbra
- 1960 - Pedro Poppe Gyrão
- 1960 - Nelson Pitta Martins
- 1960-1961 - David Walknin Netto
- 1961 - Marília Monteiro de Barros Foster
- 1961 - Pedro Paulo Wandeck de Leoni Ramos
- 1961-1963 - Raymundo Ribeiro Fontes Lima
- 1963-1964 - Prof. Dr. Ronald Nyr Allonso da Costa
- 1964-1966 - Jairo Moraes
- 1966-1970 - Mario Novaes Soares
- 1970-1972 - Renato Monard da Gama Malcher
- 1972-1977 - Antônio dos Santos
- 1977-1979 - Newton Gonçalves da Rocha
- 1977-1983 - Joel Telles de Brito
- 1983-1984 - Marita da Costa Almeida
- 1984-1990 - Victor Mattoso
- 1990-1992 - Ana de Lourdes Barbosa de Castro
- 1992-1994 - Jonir Bechara Cerqueira
- 1994-2002 - Prof. Carmelino Souza Vieira
- 2003-2010 - Prof. Érica Deslandes Magno Oliveira
- 2011-2015 - Prof. Maria Odete Santos Duarte
- 2015-2022 - Prof. João Ricardo Melo Figueiredo
- 2023-atual - Prof. Mauro Marcos Farias da Conceição

## Galeria
- PR Getúlio Vargas recebe a delegação do IBC

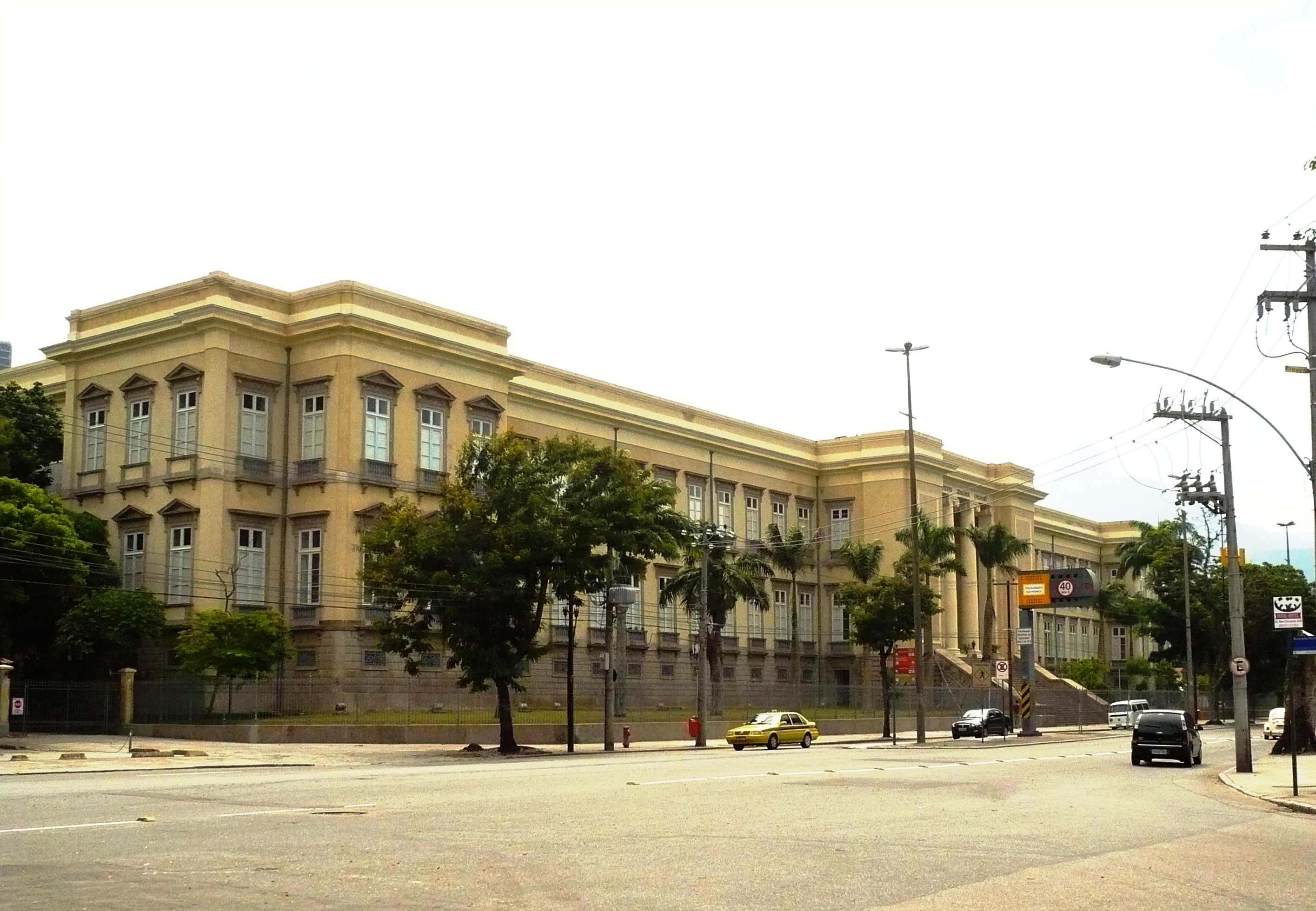
Instituto Benjamin Constant, Rio de Janeiro
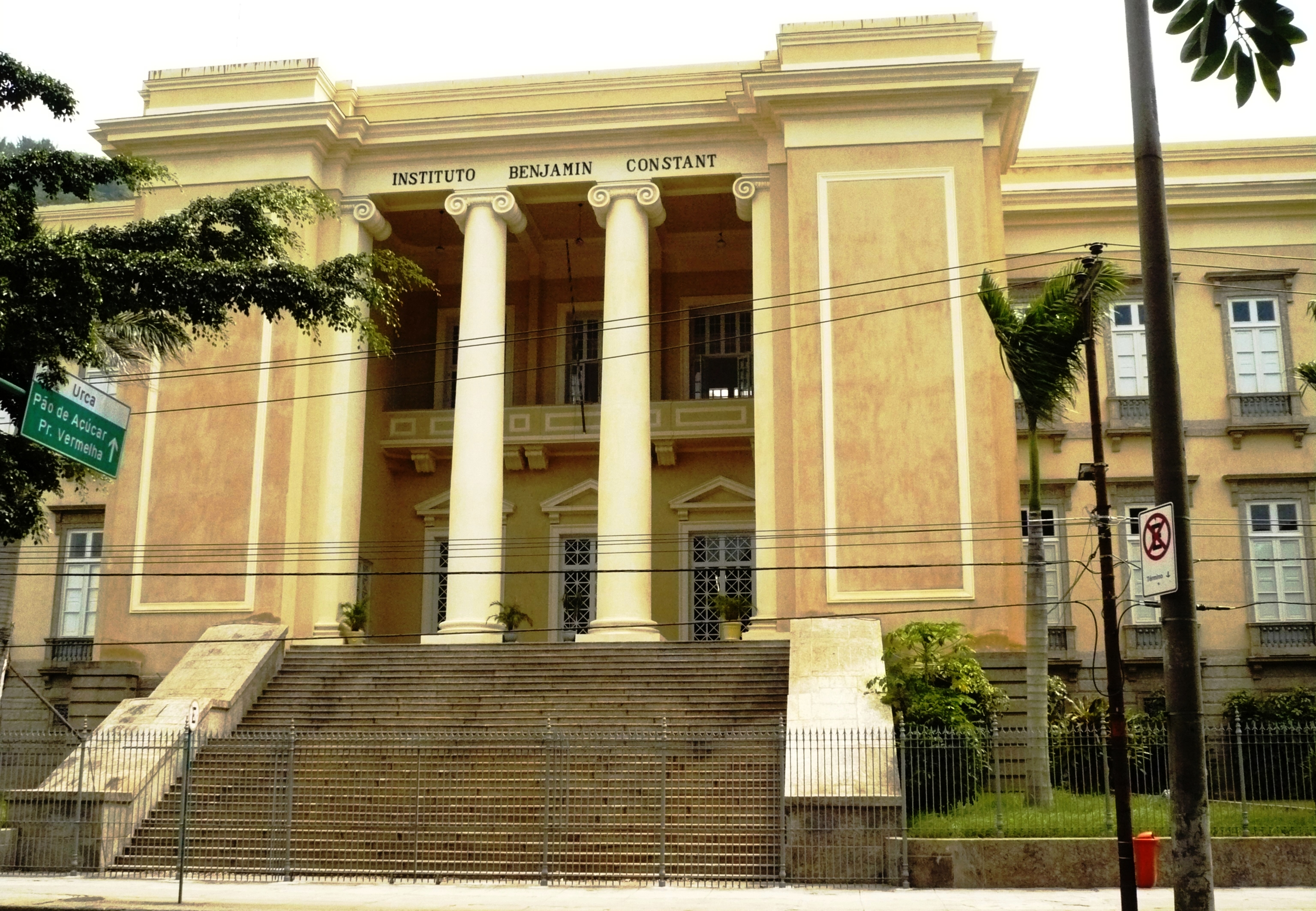
Instituto Benjamin Constant: entrada principal